# 東京美容外科
東京美容外科（とうきょうびようげか）は、東京を中心に全国展開している美容整形、医療脱毛、AGA薄毛治療等を提供しているクリニックである。同クリニックは、全国に114院(2024年3月11日現在)のクリニックを運営する、『医療法人社団東美会』『株式会社イデア（IDEA）』メディカルグループの一つ。統括院長は金 福泰（キム・ポクテ、김 복태）。
クリニックコンセプトは「START!」。過去は変えられない。でも未来は変えられる。
全国で美容整形のクリニックを展開し「若返り」「二重」「鼻」「脂肪吸引」「豊胸術」などの美容医療、美容整形の技術を提供する。
名前が似ているTCB東京中央美容外科および東京形成美容外科とは無関係である。

## 沿革
- 2003年（平成15年）8月、有限会社ASOU設立
- 2003年（平成15年）9月、学園前美容外科（東京美容外科の前身）として奈良県奈良市でスタート
- 2004年（平成16年）6月、東京美容外科ブランドとして1号院を島根県松江市に開院
- 2006年（平成18年）1月、株式会社IDEA設立
- 2006年（平成18年）7月、有限会社ASOUから株式会社ASOUへ商号変更
- 2011年（平成23年）株式会社IDEAと株式会社ASOUの合併
- 2012年（平成24年）新卒会社採用開始、YouTubeチャンネル『だれでも美バストちゃんねる【東京美容外科】』を開設
- 2022年（令和4年）1月、慶應義塾大学病院医療連携協力医療機関に認定[4]
- 2023年（令和5年）5月、初の中東クリニックをUAE・ドバイに開設[5]。

## 診療内容
- 美容外科
- 目元・二重
- 鼻・鼻筋
- 小顔・輪郭・顎(あご)・エラの治療・整形
- 豊胸手術・バストアップ
- 脂肪吸引・痩身・痩せ薬
- エイジング（若返り）
- 美容皮膚科（美肌・レーザー）
- 医療脱毛
- ヒアルロン酸・ボトックス注入
- 刺青除去
- 婦人科・女性器
- ワキガ・多汗症
- 発毛・育毛
- 他院修正

## 関連著書
- 『間違いだらけの薄毛対策(経営者新書)』（幻冬舎、2013年8月27日）
- 『薄毛治療の新常識―あきらめない!薄毛は病院で治る時代』（白誠書房、2016年7月1日）
- 『美容外科医の本音―そろそろ本当のことを話そう!』（白誠書房、2017年9月1日）　ISBN 978-4434237300 - 東京美容外科の代表が業界を解説
- 『愛もお金も手に入る　チェンジの法則　人はいますぐ自分を変えられる』（扶桑社、2019年5月31日）　ISBN 978-4594081713 - 東京美容外科の代表の金言を紹介[6]
- マンガ『麻生泰物語』（2019年） - 東京美容外科の歴史紹介[7]
- 『もしも、人生を今日からやり直すとしたら』（2023年2月2日）
- 『バーキン買うなら豊胸しろ』（2023年3月20日）